# (15) Eunòmia
|  | Aquest article tracta sobre asteroide. Vegeu-ne altres significats a «Eunòmia (Hores)». |

(15) Eunòmia és un asteroide que fa el nombre 15 de la sèrie. Va ser descobert per l'astrònom italià Annibale de Gasparis (1819-92) des de Nàpols el 29 de juliol de 1851. Va ser batejat en honor d'Eunòmia, deessa grega de la llei i la legislació.
Aquest asteroide forma una petita família en la regió central del cinturó principal d'asteroides. La família d'Eunòmia dista del Sol entre 2,5 i 2,8 ua i els seus membres tenen una inclinació mitjana de 12°. Eunòmia és de la classe S amb un diàmetre d'uns 100 km. (85) Io i (141) Lumen pertanyen a aquesta família.